# Bálványosváralja község
Bálványosváralja község (románul: Comuna Unguraș) község Kolozs megyében, Romániában. Központja Bálványosváralja, beosztott falvai Bátony, Csabaújfalu, Daróc, Székfa.

## Fekvése
Beszterce-Naszód megye szomszédságában, Déstől 16 kilométerre található.

## Népessége
A 2011-es népszámlálás adatai alapján a község népessége 2777 fő volt.  Ebből magyar 1708, román 1033, nem nyilatkozott 36 fő. A fiatalok a munkanélküliség miatt elvándoroltak, 2010-ben a lakosság háromnegyede 45 éven felüli volt.

## Története
Bátony területén a La Tène, illetve a hallstatti kultúrához tartozó településmaradványokat tártak fel. A régészeti helyszín a romániai műemlékek jegyzékében a CJ-I-s-B-06957 sorszámon szerepel.

## Nevezetességei
- Bálványos várának romjai a 14-16. századból (CJ-I-m-B-07218).
- 14. századi református templom Bálványosváralján (CJ-II-m-B-07804).

## Híres emberek
- Bálványosváralján született Bartalus István zenetanár, zenetörténész, népdalgyűjtő.
- Bálványosváralján született Lőrincz Ferenc orvos, mikrobiológus, parazitológus, egyetemi tanár